# Денисюк, Фёдор Игнатьевич
Фёдор Игнатьевич Денисюк (1910—1948) — лейтенант Рабоче-крестьянской Красной Армии, участник Великой Отечественной войны, Герой Советского Союза (1943).

## Биография
Фёдор Денисюк родился 10 июля 1910 года в селе Турчинка (ныне — Хорошевский район Житомирской области Украины) в семье крестьянина. В 1925 году окончил пять классов школы. Проживал и работал в Куйбышеве (ныне — Самара). В августе 1941 года Денисюк был призван на службу в Рабоче-крестьянскую Красную Армию. С сентября того же года — на фронтах Великой Отечественной войны. Принимал участие в боях на Северо-Кавказском, Степном, 3-м Украинском фронтах. В боях три раза был ранен. К октябрю 1943 года красноармеец Фёдор Денисюк был стрелком 4-й роты 177-го стрелкового полка 236-й стрелковой дивизии 46-й армии 3-го Украинского фронта. Отличился во время битвы за Днепр.
В ночь с 1 на 2 октября 1943 года Денисюк в составе своего отделения переправился через Днепр и принял активное участие в захвате плацдарма на его западном берегу. Когда погиб командир отделения, Денисюк заменил его собой. 2 и 3 октября он активно участвовал в отражении нескольких немецких контратак. В тех боях Денисюк лично уничтожил 27 вражеских солдат и офицеров. 3 октября во время отражения шестой за день контратаки он получил ранение в грудь, но поля боя не покинул, продолжая сражаться. К вечеру Денисюк, потерявший много крови, потерял сознание и был отправлен в госпиталь.
Указом Президиума Верховного Совета СССР от 1 ноября 1943 года за «смелую инициативу, героизм и мужество, проявленные в бою при форсировании Днепра» красноармеец Фёдор Денисюк был удостоен высокого звания Героя Советского Союза с вручением ордена Ленина и медали «Золотая Звезда» за номером 1936.
В декабре 1945 года в звании лейтенанта Денисюк был уволен в запас. Проживал и работал в городе Виляка Латвийской ССР. Умер 28 декабря 1948 года, похоронен в Виляке на кладбище Эржеполес.
Был также награждён орденом Красной Звезды и рядом медалей.